# Spătărești
Spătărești – wieś w Rumunii, w okręgu Suczawa, w gminie Fântâna Mare. W 2011 roku liczyła 441 mieszkańców.